# Pinyin tibetano
Pinyin tibetano (en chino, 藏文拼音; pinyin, Zàngwén Pīnyīn ZWPY 'transcripción fonética de la escritura tibetana') es el sistema oficial de transcripción del idioma tibetano en China. Se basa en la pronunciación utilizada por la Radio Tibetana de la Radio Nacional de China, empleando el dialecto de Lhasa y el sistema oficial de romanización del chino, el pinyin. Se ha utilizado en China desde 1982 como alternativa a la transliteración Wylie, así como para escribir tibetano en alfabeto latino desde 1982, principalmente en nombres propios y topónimos.
A diferencia del chino mandarín, que estandarizó el hanyu pinyin como método de transcripción, el idioma tibetano todavía utiliza múltiples sistemas; el Wylie en especial en EE. UU., el Pinyin tibetano que usa el gobierno chino, el THL de la Biblioteca del Tíbet y el Himalaya, y el sistema Hopkins creado por Jeffrey Hopkins, de uso limitado a las publicaciones del propio Hopkins y a las publicaciones de algunos de sus estudiantes. (Recordemos que otras organizaciones lo siguen usando, solo que estos son los más destacados)

## Descripción general
En la sílaba inicial de una palabra se transcriben de la siguiente manera:
| ཀ་ | ཁ་ ག་ | ང་ | ཅ་ | ཇ་ ཆ་ | ཉ་ | ཏ་ | ད་ ཐ་ | ན་ | པ་ | ཕ་ བ་ | མ་ | ཙ་ | ཛ་ ཚ་ | ཝ་ | ཞ་ ཤ་ | ཟ་ ས་ | ཡ་ | ར་ | ལ་ | ཧ་ | ཀྱ་ | ཁྱ་ གྱ་ | ཧྱ་ | ཀྲ་ | ཁྲ་ གྲ་ | ཧྲ་ | ལྷ་ | རྷ་ |
| g  | k     | ng | j  | q     | ny | d  | t     | n  | b  | p     | m  | z  | c     | w  | x     | s     | y  | r  | l  | h  | gy | ky    | hy | zh | ch    | sh | lh | rh |

Al terminar una sílaba, la -r no suele pronunciarse, pero alarga la vocal anterior. En el mismo lugar, -n suele nasalizar la vocal anterior. Las consonantes al final de una sílaba se transcriben de la siguiente manera:
| IPA | ZWPY |
| --- | ---- |
| ʔ̞   | b/•  |
| ʔ   | g/—  |
| r   | r    |
| m   | m    |
| ŋ   | ng   |

Vocales y consonante final
Las 17 vocales del dialecto de Lhasa se representan de la siguiente manera:
| IPA | ZWPY | IPA | ZWPY   |
| --- | ---- | --- | ------ |
| i   | i    | ĩ   | in     |
| e   | ê    | ẽ   | en     |
| ɛ   | ai/ä | ɛ̃   | ain/än |
| a   | a    | ã   | an     |
| u   | u    | ũ   | un     |
| o   | ô    | õ   | on     |
| ɔ   | o    | ɔ̃   | ǒn     |
| y   | ü    | ỹ   | ün     |
| ø   | oi/ö | ø̃   | oin/ön |

## Críticas
Tradicionalmente, en la China contemporánea se transcribe directamente el sonido de las palabras tibetanas a la escritura latina. Este sistema se denomina pinyin tibetano  o internamente pinyin étnico, porque está basado en el sistema pinyin que transcribe el sonido de las palabras chinas con la escritura latina. 
Sin embargo, mientras que el pinyin está estandarizado al habla común del chino mandarín, el pinyin tibetano no. Dado que quienes crearon el pinyin tibetano suelen ser sinohablantes o tibetanos influenciados por el idioma chino, su sistema, el pinyin tibetano, suele ser muy similar al pinyin chino. Un nombre en el pinyin tibetano (por ejemplo Nagqu) no se transcribe directamente del tibetano (ནག་ཆུ།), sino que pasa primero por una interpretación china (那曲) y dependiendo de los resultados se transcribe al ZWPY ནག་ཆུ། → 那曲 → Nà qū (pinyin chino) → Nag qu (pinyin tibetano). Además, el pinyin tibetano se basa con un dialecto específico del tibetano (el de Lhasa), por lo tanto, alguien familiarizado con un dialecto diferente encontraría discrepancias, ya que la pronunciación varía de un dialecto a otro. En ocasiones el ZWPY aparece escrito de forma extraña como una transcripción del término tibetano correspondiente. Esto se debe a que los hablantes chinos responsables de transcribir el tibetano tienen una mala comprensión de los sonidos del tibetano, influye también que el chino se compone de muchos dialectos diferentes cuya pronunciación varía.
El pinyin tibetano es un término en cuestión, ya que tiene una asociación regional específica que indica que la transcripción es una interpretación de una pronunciación dialéctica específica. El pinyin tibetano en sí no está lo suficientemente regulado y los resultados no están estandarizados, por lo que en diferentes fuentes arrojan diversos resultados para la misma palabra. A pesar de sus debilidades, el pinyin tibetano es el sistema oficial del gobierno chino y se encuentra en los textos, mapas, base de datos y documentos gubernamentales, incluidos los pasaportes.